# مؤسسة الرياضيين ذوي التحديات
مؤسسة الرياضيين ذوي التحديات، التي تأسست عام 1997، هي منظمة غير ربحية تهدف إلى مساعدة ودعم وتوفير الفرص للأشخاص ذوي التحديات الجسدية، لتمكينهم من عيش أنماط حياة نشطة والمشاركة في المنافسات الرياضية. تأسست المؤسسة على الإيمان بأن المشاركة في الرياضة، مهما كان مستواها، تعزز احترام الذات، وتشجع على الاستقلال، وتحسن جودة الحياة.
برامج المؤسسة:
تنقسم مؤسسة الرياضيين ذوي التحديات إلى أربعة برامج رئيسية:
- الوصول للرياضيين (Access for Athletes): البرنامج الرئيسي الذي يقدم منحًا مالية مباشرة.
- عملية الارتداد (Operation Rebound): لدعم الجنود والجنود السابقين المصابين.
- التقاط نجم صاعد (Catch a Rising Star): لتدريب الرياضيين الشباب الجدد.
- مشروع N.Ex.T.: يركز على تطوير الرياضيين الطموحين نحو أعلى المستويات التنافسية.

يُعد برنامج الوصول للرياضيين البرنامج الرائد لمؤسسة الرياضيين ذوي التحديات، حيث يقدم منحًا مالية لدعم الرياضيين من جميع الأعمار والمستويات لمساعدتهم في التدريب والمنافسة والحصول على المعدات الضرورية لممارسة الرياضة.

## التاريخ
تأسست مؤسسة الرياضيين ذوي التحديات في عام 1997، استجابةً لقصة جيم ماكلارين، الرياضي الذي فقد ساقه أسفل الركبة، ثم تعرض لاحقًا لحادث مأساوي خلال مشاركته في سباق ثلاثي بمقاطعة أورانج، كاليفورنيا، في حزيران 1993. أثناء السباق، اصطدمت شاحنة صغيرة بدراجته عند تقاطع مغلق، مما أدى إلى دفعه بقوة إلى عمود. وعند وصوله إلى المستشفى، تبيّن أنه أصيب بشلل رباعي، مع عدم القدرة على الحركة من الخصر إلى الأسفل.

## الأحداث
تُنظم مؤسسة الرياضيين ذوي التحديات العديد من الفعاليات البارزة لجمع التبرعات بهدف دعم الرياضيين ذوي الإعاقة وتمكينهم من التنافس رياضيًا. من أبرز هذه الفعاليات: تحدي سان دييغو للترياتلون، تحدي المليون دولار، حفل الأبطال والقلب والأمل المقام في فندق والدورف أستوريا بمدينة نيويورك، فعالية هاواي المعاد زيارتها، جولة كوف، وفعالية "روك أون ذا جرين"، إلى جانب عدد من المبادرات الأخرى تحت شعار "السباق من أجل قضية".

## الرياضيين
نجحت المؤسسة في تمكين العديد من الرياضيين ذوي الإعاقة من تحقيق أحلامهم والوصول إلى خط البداية. من بين هؤلاء سارة راينرتسن، التي أصبحت أول امرأة مبتورة الساق تكمل بطولة العالم للرجل الحديدي للترايثلون في كونا، هاواي، إضافة إلى إنهائها تحدي الماراثون العالمي.
كما دعمت المؤسسة عددًا آخر من الرياضيين البارزين الذين واجهوا تحديات جسدية:
- إيمانويل أوفوسو ييبواه
- رودي جارسيا تولسون
- إيفان سترونج
- رودريك سويل
- هافن شيبرد
- هانتر وودهول
- باتي كولينز
- كيلي راي
- بريزى بوتشينيك
- أليكس بارا
- عزرا فريش